# أديسيو لومباردو
أديسيو لومباردو (بالإسبانية: Adesio Lombardo)‏ مواليد 2 فبراير 1925، هو لاعب كرة سلة أوروغوياني. مثّل منتخب بلاده. شارك في دورة الألعاب الأولمبية الصيفية سنة 1948 وسنة 1952.

## روابط خارجية
- أديسيو لومباردو على موقع الاتحاد الدولي لكرة السلة (الإنجليزية)
- أديسيو لومباردو على موقع سبورتس رفرنس (الإنجليزية)
- أديسيو لومباردو على موقع اللجنة الأولمبية الدولية (الإنجليزية)
- أديسيو لومباردو على موقع أوليمبيديا (الإنجليزية)